# Borough londonien de Brent
Pour les articles homonymes, voir Brent.
Le borough londonien de Brent (en anglais : London Borough of Brent) est un borough du Grand Londres. Créé en 1965 par la fusion des districts de Wembley et de Willesden, il compte 329 771 habitants selon les estimations démographiques de 2019.
Il tient son nom de la rivière éponyme, qui le traverse.

## Personnalités nées à Brent
- Blaise Metreweli (1977), chef du Secret Intelligence Service (MI6)

## Quartiers
Ce borough se compose de : 
- Alperton
- Brondesbury
- Brondesbury Park
- Dollis Hill
- Kensal Green
- Kensal Rise
- Kenton (à noter : une partie de Kenton se trouve à Harrow)
- Kilburn (à noter : une partie de Kilburn se trouve à Camden)
- Kingsbury
- Neasden
- Park Royal
- Preston
- Queensbury
- Queen's Park
- Stonebridge
- Sudbury
- Tokyngton
- Wembley
- Wembley Park
- Willesden
- Willesden Green

## Religions
En 2011, 41,5 % s'identifiaient comme chrétiens, 18,6 % musulmans, 17,8 % hindous et 10,6 % sans religion[réf. nécessaire]. 
- Christianisme.
- Hindouisme : le Brent abrite notamment le temple de Neasden, autrefois le plus grand mandir hindou hors de l'Inde, et le Shree Sanatan Hindu Mandir, qui désigne deux temples situés l'un  à Wembley, construit en 2010, et l'autre dans le quartier de Leytonstone, inauguré en  1980.
- Islam. Il existe également une école islamique appelée Islamia Primary School fondée par Cat Stevens[réf. nécessaire].
- Judaïsme et JFS, la plus grande école juive d'Europe[1].

## Sports
Le stade de Wembley est localisé dans ce district.

## Économie
Le Air France-KLM European Sales and Service Centre est situé à Wembley, Brent.